# Bartramia scoparia
Bartramia scoparia là một loài rêu trong họ Bartramiaceae. Loài này được Schwägr. mô tả khoa học đầu tiên năm 1828.